# Курсан ан От
Курсан ан От (фр. Coursan-en-Othe) насеље је и општина у североисточној Француској у региону Шампањ-Арден, у департману Об која припада префектури Троа.
По подацима из 2011. године у општини је живело 100 становника, а густина насељености је износила 10,79 становника/km². Општина се простире на површини од 9,27 km². Налази се на средњој надморској висини од 150 метара.

## Демографија
| 1962. | 1968. | 1975. | 1982. | 1990. | 1999. | 2011. |
| ----- | ----- | ----- | ----- | ----- | ----- | ----- |
| 91    | 104   | 114   | 99    | 103   | 97    | 100   |

График промене броја становника у току последњих година